# Könyvesház

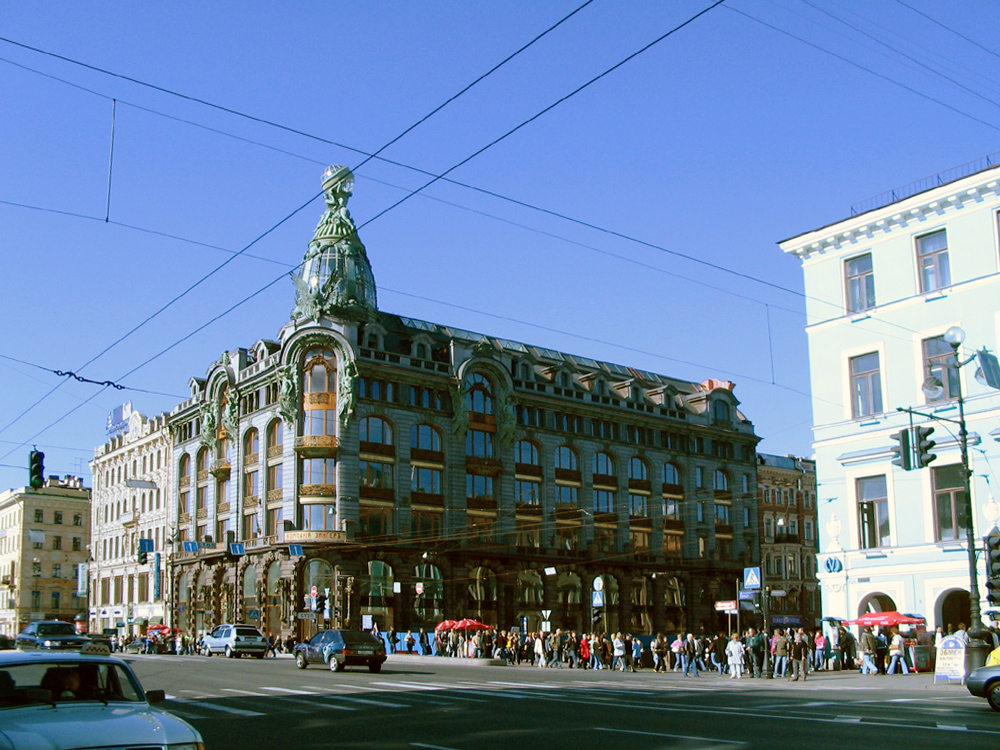
A Könyvesház

A Singer társaság háza („Könyvesház” néven is ismert) épület a Néva sugárút 28. szám alatt helyezkedik el Szentpétervárott, szövetségi jelentőségű építészeti emlékmű; állami tulajdonban van.

## Története
Ötemeletes épület tetőtérrel, az épület modern stílusban készült, kb. 7000 m² alapterülettel, 1902–1904 között épült Pável Szjuzor építész tervei alapján a Singer Részvénytársaság részére Oroszországban. A terv újító jellegű volt, nem csak a technikai kivitelezés és építészeti stílus tekintetében, hanem rendeltetésében is. A varrógépeket gyártó Singer társaság vezetése eredetileg felhőkarcolót szeretett volna építeni, hasonlót ahhoz az épülethez, amelyet a társaság ekkortájt New Yorkban építtetett (Singer Building): egy sokemeletes épületet tele irodákkal. De az épületek párkánymagassága Pétervár központjában nem haladhatta meg a 23,5 métert. Az építész remekül hidalta át ezt az ellentmondást: a hat szint és a tetőtér fölé egy szép tornyot építtetett, amelynek a tetején egy üvegföldgömb található. Éppen ez a magasba törő toronyrész az, ami a magasság benyomását kelti, de a könnyedsége folytán nem homályosítja el a Nyevszkij proszpekt fölé emelkedő Kazanyi-székesegyház és a Vérző Megváltó-templom kupoláit.
A megépítés során számos technikai újdonságot alkalmaztak, Oroszországban ekkor használtak először fém-vázszerkezetet. Újdonságot jelentettek Szentpétervár építészetében az átriumok is: az üvegtetővel fedett belső udvarok. Az épületet az akkori idők leghaladóbb technológiai újításaival szerelték fel, kezdve a liftektől a tetőkön alkalmazott automatikus hóeltakarításig.
Az épület modern stílusban készült. A díszítésben az indás növényeket imitáló vonalak dominálnak, a belső teret kovácsolt bronzból készült növényminták díszítik. A homlokzaton Amandus Henrich Adamson szobrai találhatók, melyek a haladást és a varróipart, a Singer-cég fő profilját szimbolizálják. Az épület a modern építészeti irányzat ragyogó példája.
1917-ig az épület Singer társaság tulajdona volt. 1919 decemberétől az épületben volt a "Petrogoszizdat" (1938-tól a "Lenizdat") könyvkiadó vállalat, az 1920-30-as években más kiadók is, az épületben könyvkereskedés is folyt, 1938-tól pedig itt található a "Könyvesház".
2004-től 2006 szeptemberéig az épületen felújítási munkálatok zajlottak, amit a "Roszohrankultura" (A szövetségi kulturális örökségvédelmi felügyelet) és a "KGIOP" (Szentpétervár történelmi és kulturális emlékeinek állami felügyeletével foglalkozó önkormányzati szerv) egyezménye alapján a Pétervári ingatlanügynökség Zrt. végzett el, amely a Vagyonkezelő Bizottsággal hosszútávú bérleti szerződést kötött az épület használatára. 2006 novemberétől az épületben újra működik a Könyvesház, amely az épület egy részét foglalja el, míg a másik részét a Pétervári Ingatlanügynökség Zrt. bérbe adja.

## Fényképek

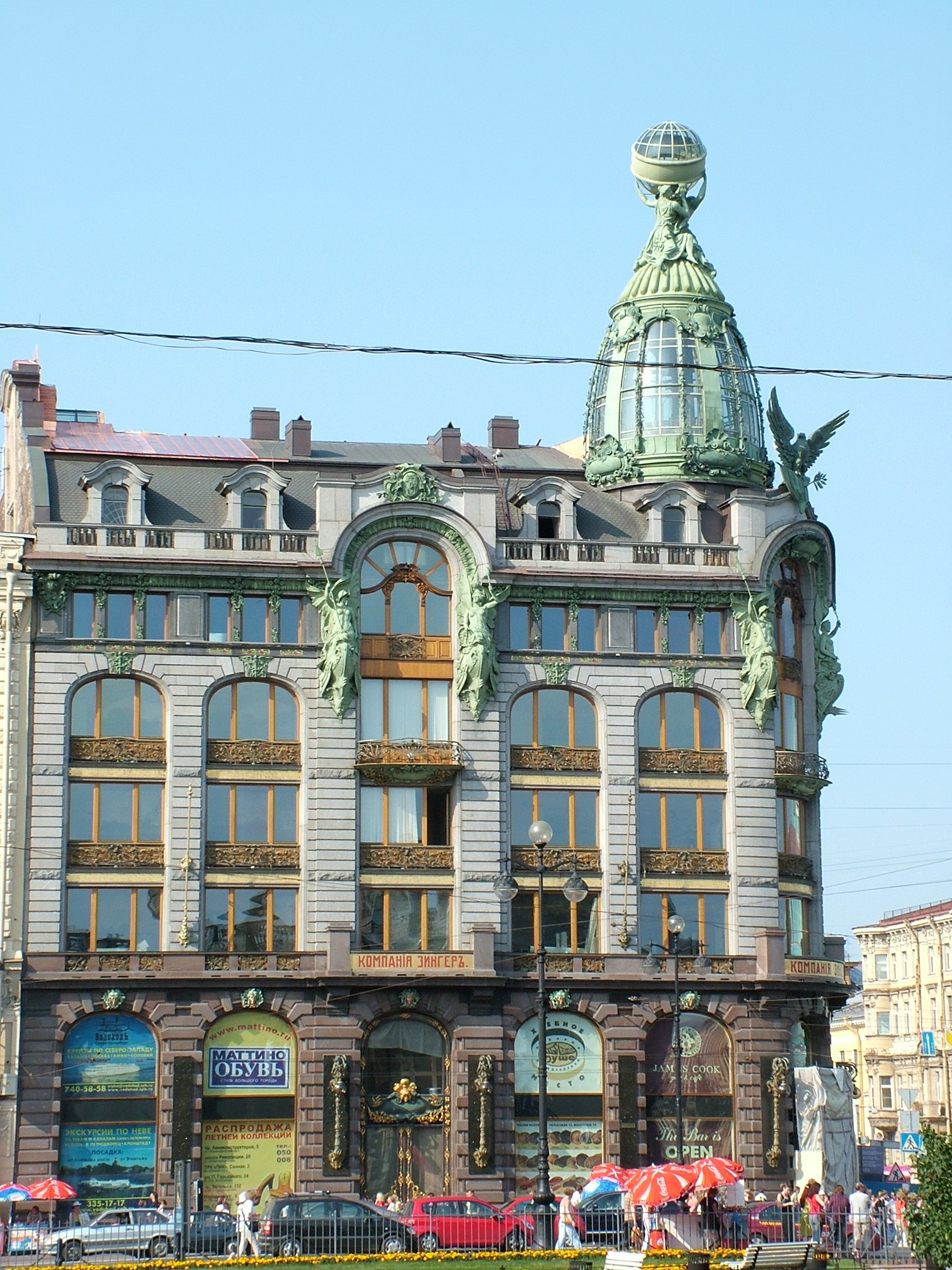
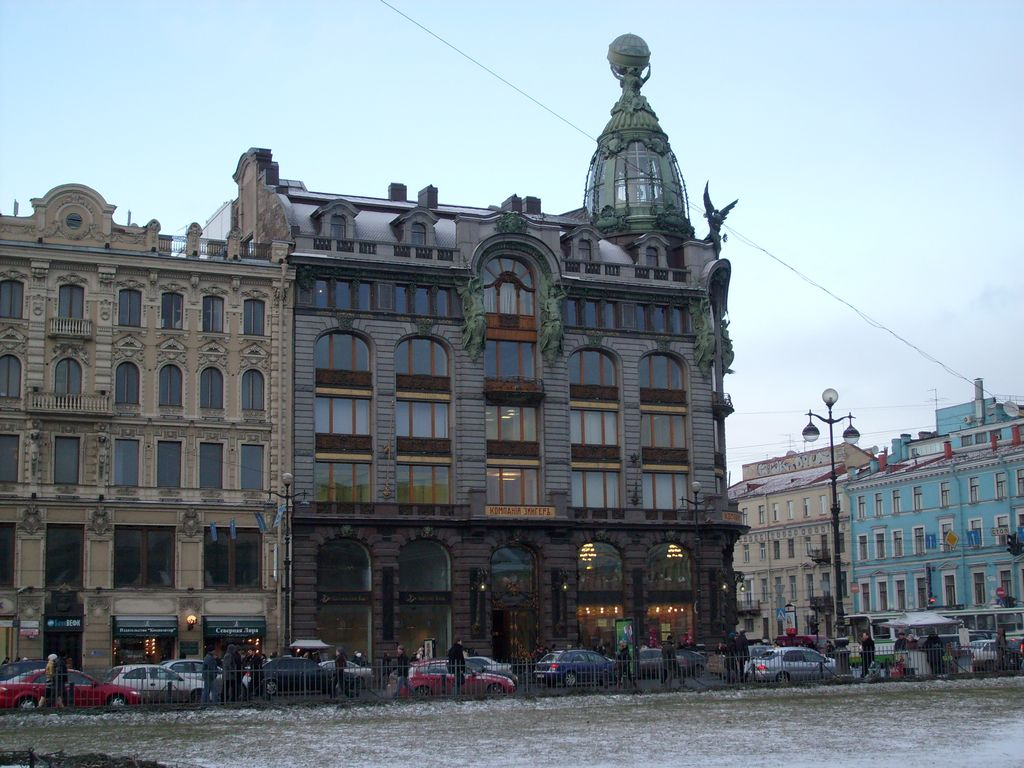
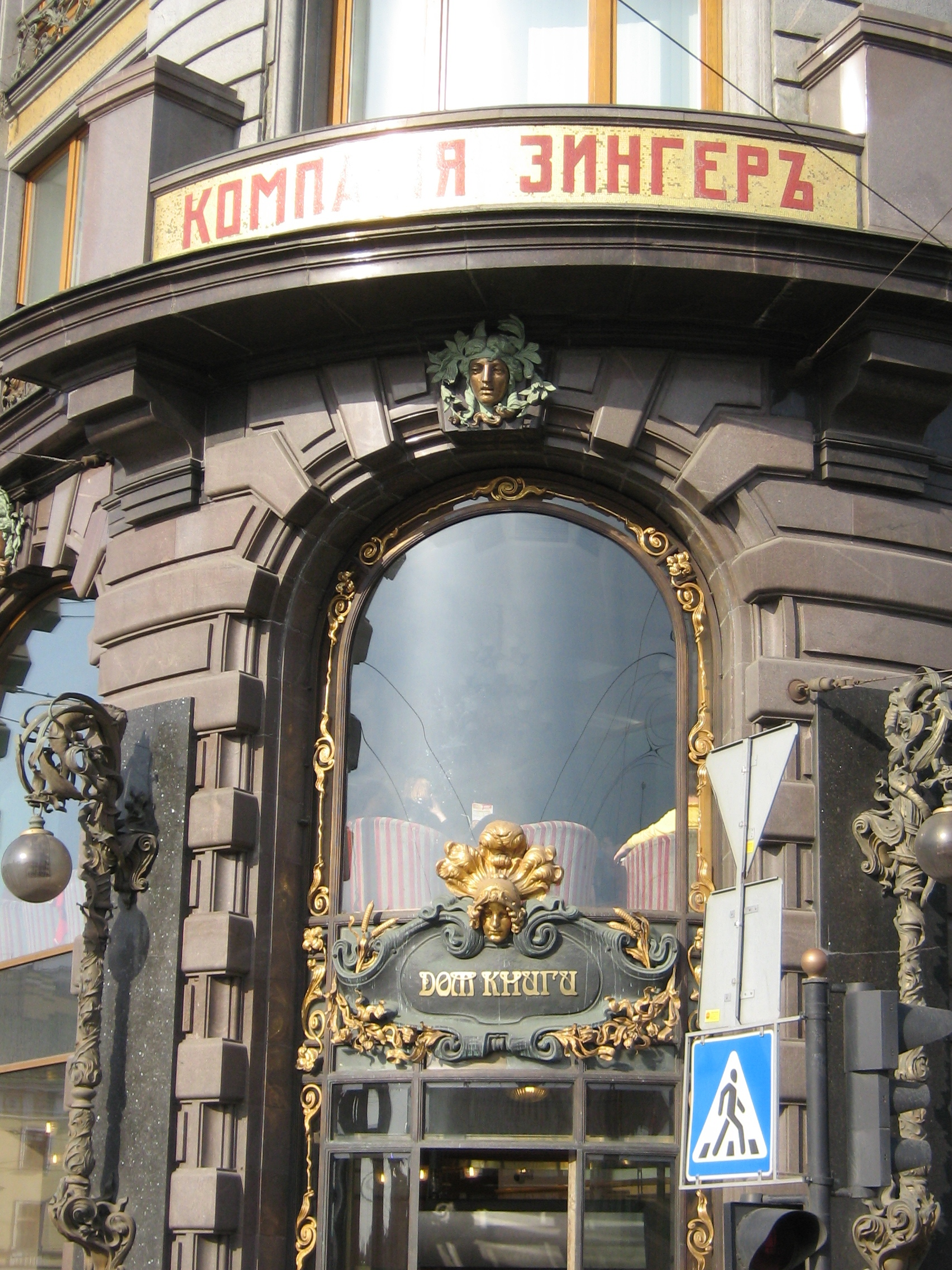
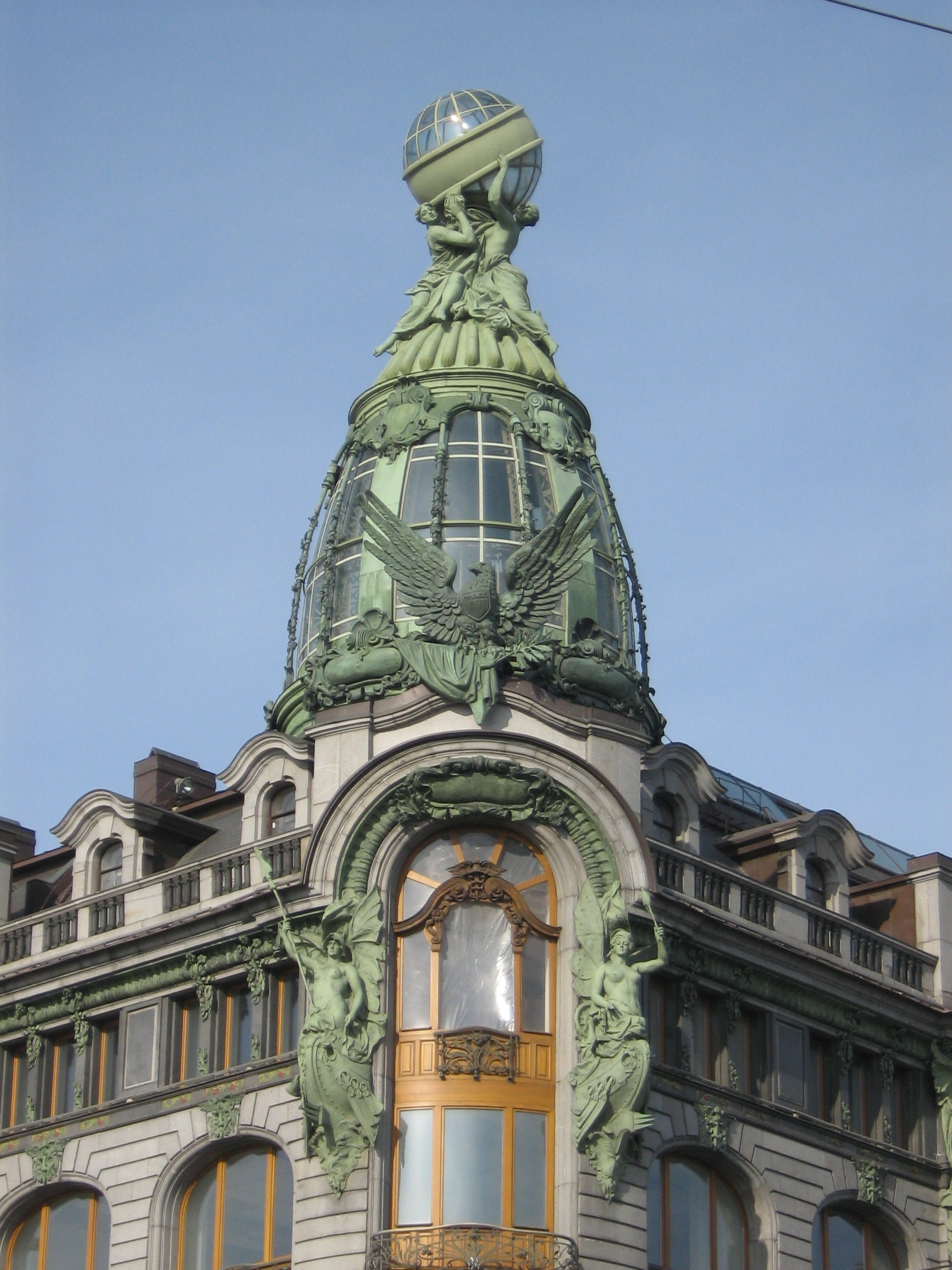